# Siemens Open 2009
Il Siemens Open 2009 è un torneo professionistico di tennis maschile giocato sulla terra rossa, che faceva parte dell'ATP Challenger Tour 2009. Si è giocato all'Aia, nei Paesi Bassi dal 6 al 12 luglio 2009.

## Partecipanti

### Teste di serie
| Nazionalità | Giocatore            | Ranking* | Testa di serie |
| ----------- | -------------------- | -------- | -------------- |
| Spagna      | Albert Montañés      | 33       | 1              |
| Argentina   | Máximo González      | 62       | 2              |
| Belgio      | Steve Darcis         | 77       | 3              |
| Francia     | Julien Benneteau     | 81       | 4              |
| Belgio      | Kristof Vliegen      | 82       | 5              |
| Austria     | Daniel Köllerer      | 91       | 6              |
| Spagna      | Daniel Gimeno Traver | 98       | 7              |
| Germania    | Simon Greul          | 106      | 8              |

- Ranking al 29 giugno 2009.

### Altri partecipanti
Giocatori che hanno ricevuto una wild card:
- Stephan Fransen
- Thomas Schoorel
- Raemon Sluiter

Giocatori passati dalle qualificazioni::
- Augustin Gensse
- Rameez Junaid
- Gero Kretschmer
- Filip Prpic
- Adam Vejmělka (Lucky Loser)

## Campioni

### Singolare
Kristof Vliegen ha battuto in finale  Albert Montañés con il punteggio di 4–2, ritiro

### Doppio
Lucas Arnold Ker /  Máximo González hanno battuto in finale  Thomas Schoorel /  Nick van der Meer con il punteggio di 7–5, 6–2